# Євстафій Солунський
Євстафій Солунський (1115, Константинополь — 1198, Фессалоніки) — грецький письменник, магістр риторів, архієпископ Салонік. Автор численних коментарів до творів античних авторів (Гомера, Аристофана тощо), історичних, полемічних та повчально-сатиричних творів, памфлетів про падіння моралі чернецтва. Був дядьком київського митрополита Никифора ІІ.
В епоху Мануїла Комніна (1143—1180) був секретарем з прийняття прохань на Імператорське ім'я, професором красномовства (викладач у Константинопольській вищій школі), єпископом міста Світ у Лікії.
Нарешті, з 1175 року архієпископ Солуні, де пробув (за винятком тимчасового усунення від кафедри за Андроніка Комніна) до своєї смерті.
Його «грец. Παρεκβολαί είς τήν Όμήρου Ίλιάδα καί Όδυσσειάν» (витяги з давніх схолій до «Іліади» та «Одісеї»), що свідчать про його чудову освіченість, мають велике значення для вивчення Гомера, головним чином внаслідок того, що Євстафій часто користувався класичними джерелами, що не дійшли до нас. Крім інших філологічних робіт що не дійшли до нас, (знайдено тільки вступ до коментарів на Піндара), Євстафій написав багато творів церковно-ораторського та історичного характеру.